# Estação Ferroviária de Ingá
A Estação Ferroviária de Ingá é uma estação ferroviária localizada no município de Ingá, Paraíba. Inaugurada em 2 de outubro de 1907 e tombada pelo Instituto do Patrimônio Histórico e Artístico do Estado da Paraíba (IPHAEP) em 2001.
A referida estação integrava o ramal de Campina Grande, que inicialmente partia desde Itabaiana até a cidade de Campina Grande e depois de concluída a ligação entre Sousa-Pombal, Pombal-Patos e Patos-Campina, ligou-se com o Ceará.

## Histórico
Em 1907 foi inaugurada a estação, integrando o ramal de Campina Grande, que partia da ferrovia da Great Western, que ligava Recife a Natal. O ramal da Paraíba foi prolongado de Sousa até Patos, em 1944 e em 1958, completou a ligação férrea entre o Ceará e a Paraíba ou Pernambuco.
O transporte de passageiros não acontecia na linha desde os anos de 1980 e mesmo estando tombada, a estação encontra-se em mau estado de conservação.

## Localização

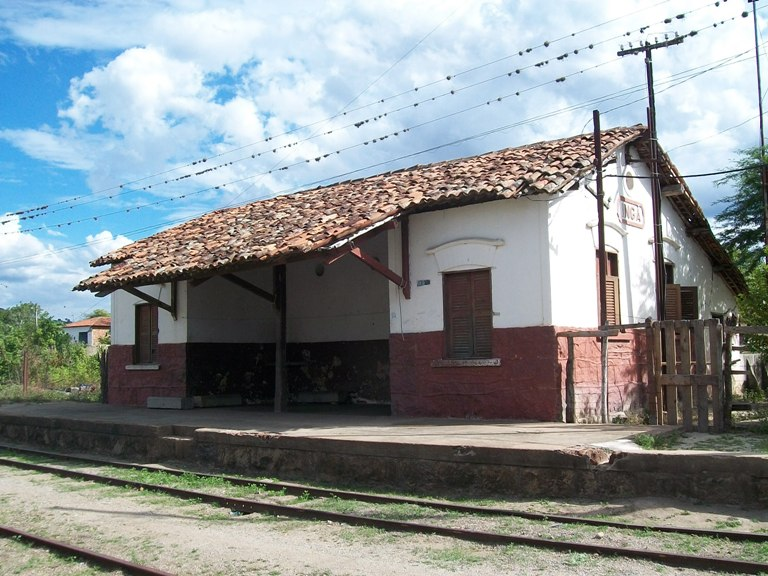
Antiga estação de Ingá em novembro de 2010. Inaugurada em 2 de outubro de 1907.

Localizava-se no Bairro da Estação, no limite da zona urbana e da zona rural de Ingá, à altura do quilômetro 181 do Ramal de Campina Grande, à uma altitude de 144 metros acima do nível do mar. Tinha como estações próximas a de Galante e a de Gameleira.
As Itacoatiaras do Ingá, importante sítio arqueológico do estado, situam-se a cerca de dois quilômetros da supracitada estação.